# Spurius Veturius Crassus Cicurinus
Pour les articles homonymes, voir Veturius Cicurinus.
Spurius Veturius Crassus Cicurinus est un homme politique romain, tribun militaire à pouvoir consulaire en 417 av. J.-C.

## Famille
Il est membre de la branche des Veturii Cicurini de la gens Veturia. Il est peut-être le fils de Titus Veturius Geminus Cicurinus, consul en 462 av. J.-C. et peut-être decemvir en 451 av. J.-C. auquel Diodore de Sicile donne le praenomen de Spurius. Son nom complet est Spurius Veturius Sp.f. Sp.n. Crassus Cicurinus.

## Biographie

### Tribunat consulaire (417)
En 417 av. J.-C., il est tribun militaire à pouvoir consulaire avec trois autres collègues,. Tite-Live ne le mentionne pas et donne le nom de Spurius Rutilius Crassus, membre d'une famille plébéienne. Il paraît douteux de voir un plébéien accéder au tribunat consulaire avant 400 av. J.-C. et aucun autre membre des Rutilii n'apparaît dans les Fastes capitolins pour les deux prochains siècles. Il semble que Diodore de Sicile ait préservé la forme correcte du nom et que Tite-Live ait commis une confusion avec le cognomen Rutilus porté par Spurius Nautius qui est tribun consulaire l'année suivante.